# Уаті Кейта
Уаті Кейта (д/н — 1274) — 3-й манса імперії Малі в 1270—1274 роках.

## Життєпис
Походження достеменно не відоме. За одними відомостями був небожем Марі Діати I, засновника імперії Малі, за іншими сином військовика останнього. В будь-якому разі Марі Діата I всиновив Уаті, який увійшов до клану Кейта. Внаслідок цього отримав права на трон.
1270 року після смерті манси Улі I зумів захопити трон випередивши іншого родича — Борі Кейти. Обставини цих подій не зрозумілі. 
Втім манса Уаті не виявив хисту до державних справ, швидко привівши імперію до внутрішніх конфліктів та розпаду. 1274 року його брат Халіфа Кейта повалив Уаті та став новим мансою.